# Astragalus harpocarpus
Astragalus harpocarpus är en ärtväxtart som beskrevs av Meffert. Astragalus harpocarpus ingår i släktet vedlar, och familjen ärtväxter. Inga underarter finns listade i Catalogue of Life.